# Paul Mooney (acteur)
Pour les articles homonymes, voir Paul Mooney.
Paul Mooney né sous le nom de Paul Gladney (4 août 1941, Shreveport, Louisiane - 19 mai 2021, Oakland, Californie) est un acteur américain de télévision et de cinéma, connu en particulier pour ses apparitions dans l'émission Chappelle's Show.

## Filmographie
- The Godfather Of Comedy (2012)
- It's the End of the World  (2010)
- Good Hair (2009)
- Homie Spumoni (2007), George
- Know Your History: Jesus Is Black; So Was Cleopatra (2006)
- Analyzing White America (2004)
- The N-Word (2004) (documentaire)
- Bitter Jester (2003) (documentaire)
- DysFunktional Family (2003), consultant
- The Ketchup King (2002) :  Padro Buyers
- Call Me Claus (2001), scénario
- The Old Settler (2001)
- Bamboozled (2000) :Junebug
- High Freakquency (1998) : Love Doctor
- En avant, les recrues ! (1994) :  Lt. Col. Peter Hume
- The Legend of Dolemite (1994) (documentaire)
- Hollywood Shuffle (1987) : President of NAACP
- Jo Jo Dancer, Your Life Is Calling (1986), scénario
- Comment claquer un million de dollars par jour (1985), consultant
- Bustin' Loose (1981) :  Marvin
- I Know Why The Caged Bird Sings ([1979) : Mr. Freeman
- The Buddy Holly Story (1978)
- Which Way Is Up? (1977)
- F.T.A. (1972) (documentaire)
- Carter's Army (1970)

## Décès
Paul Mooney est décédé le mercredi 19 mai 2021 à Oakland (Californie). Il avait 79 ans.